# Beynost
Beynost (pronunciado /beno/) es una comuna francesa situada en el departamento de Ain, de la región de Auvernia-Ródano-Alpes. Pertenece a la comunidad de comunas de Miribel et du Plateau.

## Geografía
Beynost está en el suroeste del departamento, cerca del límite con la Metrópoli de Lyon. Pertenece a la aglomeración urbana de Lyon.

## Demografía
| 1 117 | 1 247 | 1 386 | 1 763 | 2 311 | 2 714 | 3 141 | 3 530 | 4 471 | 4 534 | 4 684 |
| Para los censos de 1962 a 1999 la población legal corresponde a la población sin duplicidades (Fuente: INSEE [Consultar]) |       |       |       |       |       |       |       |       |       |       |